# Lityerses
Lityerses var i grekisk mytologi en kung i Kelainai, son till kung Midas i Frygien.
Han misshandlade de främlingar som under skördetiden kom till landet, halshögg dem och bande deras kroppar i kärvar. Han kunde sövas med en särskild sång, som i det antika Grekland sjöngs som skördesång.